# Abou Ba
Abou-Malal Ba, más conocido como Abou Ba, (Saint-Dié-des-Vosges, 29 de julio de 1998) es un futbolista francés que juega de centrocampista en el F. C. Girondins de Burdeos del Championnat National 2.

## Trayectoria
Ba comenzó su carrera deportiva en el A. S. Nancy-Lorraine "II" en 2015, debutando como profesional el 14 de agosto de 2017 frente al Nîmes Olympique.

### Nantes
En 2019 fichó por el F. C. Nantes, cediéndolo al Aris Salónica nada más llegar.

## Selección nacional
Abou Ba fue internacional sub-18 y sub-20 con la selección de fútbol de Francia.

## Clubes
| Club                            | País    | Año       |
| ------------------------------- | ------- | --------- |
| A. S. Nancy-Lorraine "II"       | Francia | 2016-2017 |
| A. S. Nancy-Lorraine            | Francia | 2017-2019 |
| F. C. Nantes                    | Francia | 2019-2020 |
| Aris Salónica F. C. (cedido)    | Grecia  | 2019-2020 |
| F. C. Nantes "II"               | Francia | 2020-2023 |
| Cosenza Calcio (cedido)         | Italia  | 2020-2021 |
| U. S. Alessandria 1912 (cedido) | Italia  | 2021-2022 |
| R. F. C. Seraing (cedido)       | Bélgica | 2022-2023 |
| F. C. Villefranche              | Francia | 2023-2024 |
| F. C. Villefranche              | Francia | 2025      |
| F. C. Girondins de Burdeos      | Francia | 2025-     |